# Monterosso Calabro
Monterosso Calabro là một đô thị ở tỉnh Vibo Valentia trong vùng Calabria, có cự ly khoảng 35 km về phía tây namcủa Catanzaro và khoảng 20 km về phía đông bắc của Vibo Valentia. Tại thời điểm ngày 31 tháng 12 năm 2004, đô thị này có dân số 1.927 người và diện tích là 18,2 km².
Monterosso Calabro giáp các đô thị: Capistrano, Maierato, Polia.